# Emissionsförmåga

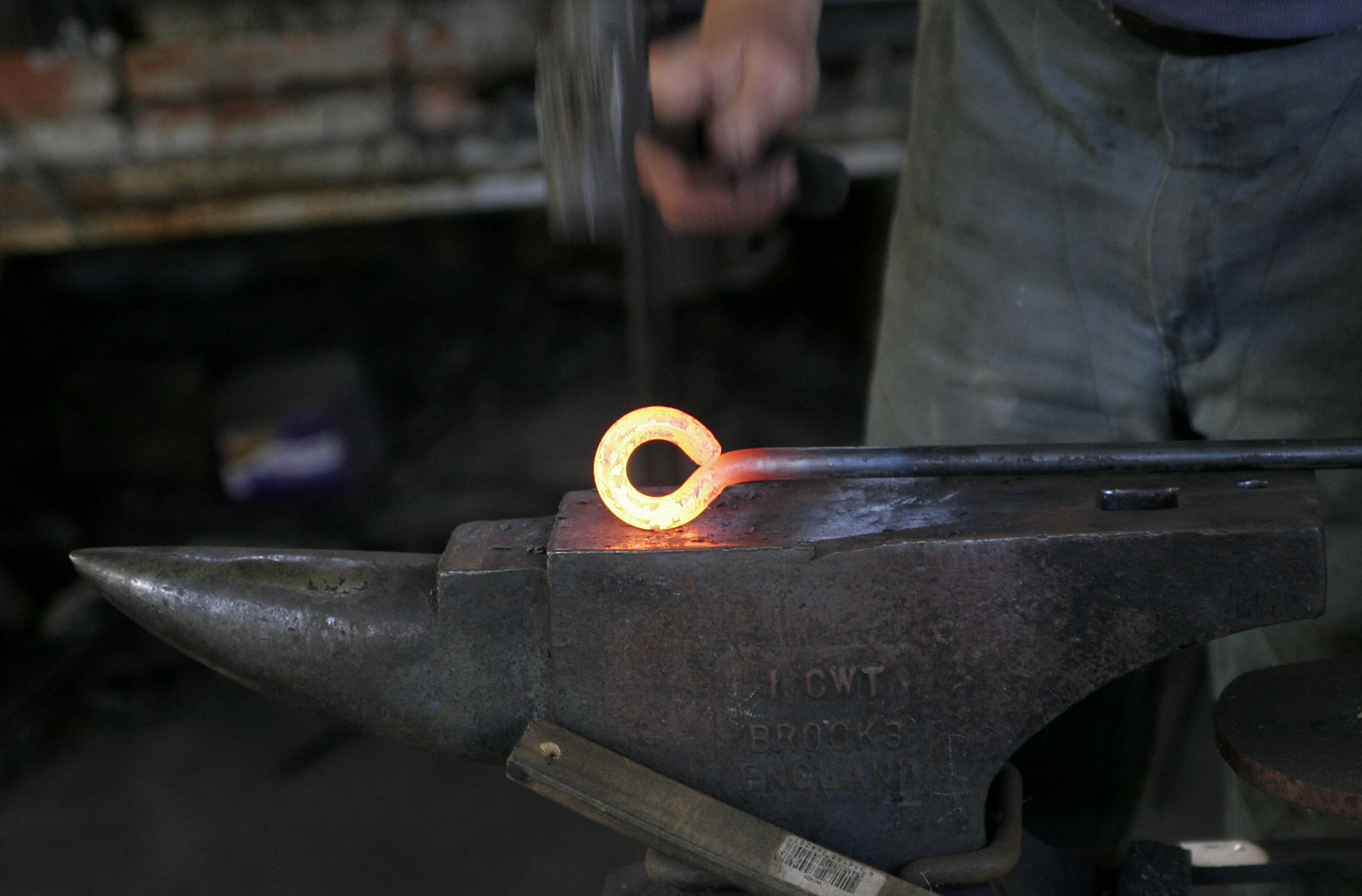
Smederarbetar med Järn när det är tillräckligt varmt för att avge tydligt synlig värmestrålning.

Emissiviteten hos ytan av ett material är dess effektivitet vid utsläpp av energi som termisk strålning. Termisk strålning är elektromagnetisk strålning som oftast innehåller både synlig strålning (ljus) och infraröd strålning, som inte är synlig för mänskliga ögon. En del av värmestrålningen från mycket heta föremål (se fotografi) är lätt synlig för ögat.
Emissiviteten hos en yta beror på dess kemiska sammansättning och geometriska struktur. Det är förhållandet mellan värmestrålningen från en yta och strålningen från en Idealisk svart yta vid samma temperatur som anges av Stefan–Boltzmanns lag. Förhållandet varierar från 0 till 1. Ytan på en perfekt svart kropp (med en emissivitet på 1) avger termisk strålning med cirka 448 watt per kvadratmeter vid rumstemperatur (298,15 K). Alla verkliga objekt har emissiviteter mindre än 1 och avger strålning med motsvarande lägre hastigheter.
Emissiviteter är viktiga i flera sammanhang:
Isolerade fönster
Varma ytor kyls vanligtvis direkt med luft, men de kyler också sig själva genom att avge termisk strålning. Denna andra kylmekanism är viktig för enkla glasfönster, som har emissiviteter nära det maximalt möjliga värdet på 1,0. "Låg-E-fönster" med transparenta lågemissionsbeläggningar avger mindre värmestrålning än vanliga fönster. På vintern kan dessa beläggningar halvera hastigheten med vilket ett fönster tappar värme jämfört med ett obelagt glasfönster.
Solvärmefångare
På samma sätt förlorar solvärmefångare värme genom att avge termisk strålning.
Termisk skärmning
För att skydda strukturer från höga yttemperaturer, såsom återanvändbara rymdfarkoster eller hypersoniska flygplan, appliceras högemissivitetsbeläggningar (HECs), med emissivitetsvärden nära 0,9, på ytan av isolerande keramik. Detta underlättar strålningskylning och skydd av den underliggande strukturen.
Passiv strålningskylning dagtid
Passiva strålningskylare på dagtid använder den extremt kalla temperaturen i yttre rymden (~2,7 K) för att avge värme och lägre omgivningstemperaturer samtidigt som de kräver ingen energitillförsel. Dessa ytor minimerar absorptionen av solstrålning för att minska värmevinsten för att maximera emissionen av LWIR termisk strålning.  Det har föreslagits som en lösning på den globala uppvärmningen.
Planetära temperaturer
Planeterna är solfångare i stor skala. Temperaturen på en planets yta bestäms av balansen mellan värmen som absorberas av planeten från solljus, värme som avges från dess kärna och termisk strålning som sänds ut i rymden. En planets emissionsförmåga bestäms av naturen på dess yta och atmosfär.
Temperaturmätningar
Pyrometrar och infraröda kameror är instrument som används för att mäta temperaturen på ett föremål genom att använda dess värmestrålning; ingen faktisk kontakt med föremålet behövs. Kalibreringen av dessa instrument involverar emissiviteten hos den yta som mäts.

## Matematiska definitioner

### Hemisfärisk emissivitet
{\displaystyle \varepsilon ={\frac {M_{\mathrm {e} }}{M_{\mathrm {e} }^{\circ }}},}
Där
- Me är den strålande exitansen för den ytan;
- Me° är strålningsexitansen för en svart kropp vid samma temperatur som den ytan.

Spektral hemisfärisk emissivitet i frekvens och spektral hemisfärisk emissivitet i våglängd på en yta, betecknade εν respektive ελ, definieras som 
{\displaystyle {\begin{aligned}\varepsilon _{\nu }&={\frac {M_{\mathrm {e} ,\nu }}{M_{\mathrm {e} ,\nu }^{\circ }}},\\\varepsilon _{\lambda }&={\frac {M_{\mathrm {e} ,\lambda }}{M_{\mathrm {e} ,\lambda }^{\circ }}},\end{aligned}}}
Där
- Me,ν är den spektrala strålningsexitansen i frekvens för den ytan;
- Me,ν° är den spektrala strålningsexitansen i frekvens för en svart kropp vid samma temperatur som den ytan;
- Me,λ är den spektrala strålningsexitansen i våglängden för den ytan;
- Me,λ° är den spektrala strålningsexitansen i våglängden för en svart kropp vid samma temperatur som den ytan.

### Riktningsemissivitet
Riktningsemissivitet för en yta, betecknad εΩ, definieras som 
{\displaystyle \varepsilon _{\Omega }={\frac {L_{\mathrm {e} ,\Omega }}{L_{\mathrm {e} ,\Omega }^{\circ }}},}
Där
- Le,Ω är radiansen för den ytan;
- Le,Ω° är strålningen av en svart kropp vid samma temperatur som den ytan.

## Emissionsförmåga för typiska ytor
Emissiviteten ε kan mätas med enkla anordningar som Leslies kub i kombination med en termisk strålningsdetektor som en termostapel eller en bolometer. Apparaten jämför värmestrålningen från en yta som ska testas med värmestrålningen från ett nästan idealiskt, svart prov. Detektorerna är i huvudsak svarta absorbatorer med mycket känsliga termometrar som registrerar detektorns temperaturstegring när den utsätts för termisk strålning. Synligt ljus har ett våglängdsområde på cirka 0,4–0,7×10−6 meter.
Emissivitetsmätningar för många ytor finns sammanställda i många handböcker och texter. Några av dessa listas i följande tabell.
| Material                                                   | Emissionsförmåga |
| ---------------------------------------------------------- | ---------------- |
| Aluminiumfolie                                             | 0,03             |
| Aluminium, anodiserad                                      | 0,9              |
| Aluminium, slät, polerad                                   | 0,04             |
| Aluminium, grovt, oxiderat                                 | 0,2              |
| Asfalt                                                     | 0,88             |
| Tegel                                                      | 0,90             |
| Betong, grov                                               | 0,91             |
| Koppar, polerad                                            | 0,04             |
| Koppar, oxiderad                                           | 0,87             |
| Glas, slät obelagd                                         | 0,95             |
| Is                                                         | 0,97–0,99        |
| Järn, polerad                                              | 0,06             |
| Kalksten                                                   | 0,92             |
| Marmor, polerad                                            | 0,89–0,92        |
| Kväve- eller syregasskikt, rent                            | ~0               |
| Färg, inklusive vit                                        | 0,9              |
| Papper, tak eller vit                                      | 0,88–0,86        |
| Gips, grov                                                 | 0,89             |
| Silver, polerad                                            | 0,02             |
| Silver, oxiderad                                           | 0,04             |
| Hud, människa                                              | 0,97–0,999       |
| Snö                                                        | 0,8–0,9          |
| Polytetrafluoreten (Teflon)                                | 0,85             |
| Disilicider för övergångsmetaller (t.ex MoSi2 eller WSi2 ) | 0,86–0,93        |
| Vegetation                                                 | 0,92–0,96        |
| Vatten, rent                                               | 0,96             |

1. Dessa emissiviteter är de totala halvsfäriska emissiviteterna från ytorna.
2. Värdena på emissiviteterna gäller material som är optiskt tjocka. Detta betyder att absorptionsförmågan vid de våglängder som är typiska för termisk strålning inte beror på materialets tjocklek. Mycket tunna material avger mindre värmestrålning än tjockare material.
3. De flesta emissioner i diagrammet ovan registrerades vid rumstemperatur (300 K).

### Absorptionsförmåga
Det finns ett grundläggande samband med Gustav Kirchhoffs lag om termisk strålning från 1859 som likställer emissiviteten hos en yta med dess absorption av infallande strålning (en ytas "absorptivitet"). Kirchhoffs lag är rigoröst tillämplig med avseende på de spektrala riktningsdefinitionerna av emissivitet och absorptivitet. Sambandet förklarar varför emissiviteten inte kan överstiga 1, eftersom den största absorptionsförmågan – motsvarande fullständig absorption av allt infallande ljus av ett riktigt svart objekt – också är 1. Spegelliknande, metalliska ytor som reflekterar ljus kommer därför att ha låg emissivitet, eftersom det reflekterade ljuset inte absorberas. En polerad silveryta har en emissivitet på cirka 0,02 nära rumstemperatur. Svart sot absorberar värmestrålning mycket väl; den har en emissivitet så stor som 0,97, och därför är sot en rättvis approximation till en idealisk svart kropp. 
Med undantag för polerade metaller utan beläggningar är utseendet på en yta för ögat inte en bra vägledning för emissiviteter nära rumstemperatur. Till exempel absorberar vit färg väldigt lite synligt ljus. Men vid en infraröd våglängd på 10×10−6 meter absorberar färg ljus mycket väl och har en hög emissivitet. På samma sätt absorberar rent vatten väldigt lite synligt ljus, men vatten är ändå en stark infraröd absorbator och har en motsvarande hög emissivitet.

### Emittans
Emittans (eller emissionseffekt) är den totala mängden termisk energi som emitteras per ytenhet per tidsenhet för alla möjliga våglängder. En kropps emissionsförmåga vid en given temperatur är förhållandet mellan den totala emissionseffekten för en kropp och den totala emissionseffekten för en perfekt svart kropp vid den temperaturen.
Termen emissivitet används vanligtvis för att beskriva en enkel, homogen yta som silver. Liknande termer, emittans och termisk emittans, används för att beskriva värmestrålningsmätningar på komplexa ytor som isoleringsprodukter. 

## Emissioner från jorden

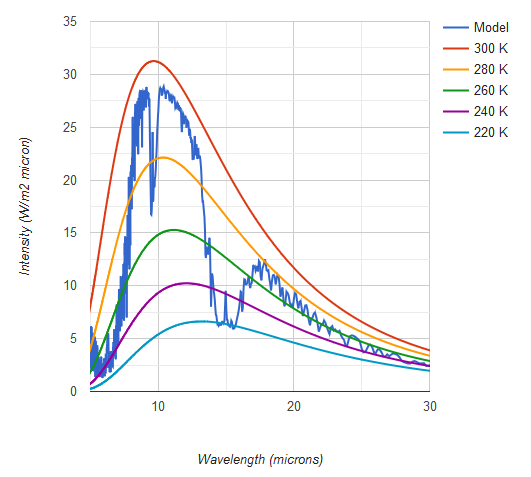
Ett typiskt spektrum av jordens totala utgående (uppströmmande) termiska strålningsflöde under förhållanden med klar himmel, simulerat med MODTRAN.

Emissiviteten för en planet eller annan astronomisk kropp bestäms av sammansättningen och strukturen av dess yttre skikt. I detta sammanhang inkluderar "skitet" på en planet i allmänhet både dess halvtransparenta atmosfär och dess icke-gasformiga yta. De resulterande strålningsemissionerna till rymden fungerar vanligtvis som den primära kylmekanismen för dessa annars isolerade kroppar. Balansen mellan alla andra inkommande plus interna energikällor kontra det utgående flödet reglerar planeternas temperaturer.
För planeten Jorden sträcker sig skikt-temperaturerna i jämvikt nära vattnets fryspunkt (260K±50K). Emissiviteter för atmosfären och ytkomponenter kvantifieras ofta separat och valideras mot satellit- och markbaserade observationer samt laboratoriemätningar. Dessa emissiviteter fungerar som indataparametrar inom vissa meteorologiska och klimatologiska modeller.
Jordens ytemissioner (εs) har slutits med satellitbaserade instrument genom att direkt observera yttermiska emissioner vid nadir genom ett mindre blockerat atmosfäriskt fönster som spänner över 8–13 μm. Värdena sträcker sig omkring εs=0,65–0,99, med lägsta värden vanligtvis begränsade till de mest karga ökenområdena. Emissiviteter för de flesta ytområden är över 0,9 på grund av den dominerande påverkan av vatten; inklusive hav, landvegetation och snö/is. Globalt genomsnittliga uppskattningar för den hemisfäriska emissiviteten för jordens yta är i närheten av εs =0,95. 
Vatten dominerar också planetens atmosfäriska emissivitet och absorptionsförmåga i form av vattenånga. Växthusgaser, moln, andra aerosoler  och suspenderade partiklar ger betydande ytterligare bidrag, särskilt där det finns luckor i vattenångabsorptionsspektret.
Forskare har också utvärderat bidraget från olika molntyper till atmosfärisk absorptionsförmåga och emissivitet. 